# Josef Heinrichs (General)
Josef Heinrichs (* 13. April 1953 in Hümmel) ist ein Brigadegeneral des Heeres der Bundeswehr a. D. Er war in seiner letzten Verwendung von April 2013 bis März 2015 Chef des Stabes und stellvertretender Amtschef im Amt für Heeresentwicklung in Köln.

## Militärische Laufbahn

### Ausbildung und erste Verwendungen
Heinrichs trat am 1. Juni 1972 nach seinem Abitur als Grundwehrdienstleistender beim Panzergrenadierbataillon 152 in Westerburg in die Bundeswehr ein. Er absolvierte zunächst eine Ausbildung zum Reserveoffizier. Nach seiner Weiterverpflichtung studierte er von 1975 bis 1978 an der Universität der Bundeswehr Hamburg Wirtschafts- und Organisationswissenschaften und schloss als Diplom-Kaufmann ab.
Danach kehrte er zurück in die Truppe und war bis 1980 als Zugführer in der 3./Panzergrenadierbataillon 201, Hemer eingesetzt und anschließend bis 1983 als Kompaniechef (allerdings wurde das Bataillon in Panzergrenadierbataillon 202 umbenannt).

### Generalstabsausbildung und Dienst als Stabsoffizier
Heinrichs durchlief von 1983 bis 1985 den 26. Generalstabslehrgang an der Führungsakademie der Bundeswehr in Hamburg und war im Anschluss bis 1987 als Referent im Amt für Studien und Übungen in Köln (Vorgänger des Zentrum für Transformation der Bundeswehr) eingesetzt. Es folgte eine Verwendung als G3-Stabsoffizier bei der Luftlandebrigade 26 in Saarlouis, bevor er 1989 als Referent Reservistenkonzeption im Führungsstab der Streitkräfte (FüS I/LZP) des Bundesministerium der Verteidigung eingesetzt wurde. Im Anschluss wechselte er innerhalb des Ministeriums und war bis 1993 Referent Integration ehemalige NVA-Soldaten (BMVg P II 1).
Heinrichs übernahm 1993 das Kommando über das Panzergrenadierbataillon 381 in Bad Frankenhausen. Er kehrte nach dieser Truppenverwendung 1994 zurück zum Führungsstab der Streitkräfte, wo er abermals als Referent (FüS I 2) tätig wurde. 1996 übernahm er den Dienstposten des Adjutanten beim Inspekteur des Heeres, Generalleutnant Helmut Willmann. Nach dieser Verwendung war er 1998 Gruppenleiter der Abteilung IV 2 beim Heeresamt in Köln, noch im selben Jahr wurde er wieder nach Bonn zum Bundesministerium der Verteidigung versetzt, diesmal jedoch als Referatsleiter I 1 des Führungsstabes des Heeres. 2002 nahm er für ein Jahr an einem Lehrgang am United States Army War College in Carlisle (Pennsylvania) teil. Zurück in Deutschland war er zunächst in Waldbröl beim Zentrum für Analysen und Studien der Bundeswehr (Nachfolger des Amtes für Studien und Übungen) eingesetzt, bevor er 2004 abermals auf die Bonner Hardthöhe wechselte, diesmal jedoch beim Führungsstab der Streitkräfte. Zunächst war er Referatsleiter des Referats FüS I 6, später dann des Referats FüS I 1.

### Generalsverwendungen
2006 war Heinrichs kurze Zeit Chef des Stabes im Streitkräfteamt in Bonn, bevor er Chef des Stabes des Multinationalen Korps Nordost in Stettin wurde.
Am 4. Oktober 2010 übernahm er die Leitung der Abteilung IV des Heeresamtes, welche zu diesem Zeitpunkt noch in Euskirchen stationiert war. Nach dem Umzug der Dienststelle, im März 2011, von Euskirchen nach Köln, wurde Heinrichs im Dezember 2012 mit der dauerhaften Vertretung des Dienstpostens des Chef des Stabes im Heeresamt beauftragt.
Im Zuge der Neuausrichtung der Bundeswehr wurde im Rahmen eines symbolischen Appells am 27. Juni 2013 das Heeresamt aufgelöst und das Amt für Heeresentwicklung neu aufgestellt.
Von April 2013 bis März 2015 war Heinrichs Chef des Stabes und stellvertretender Amtschef im Amt für Heeresentwicklung.
Ihm folgte Brigadegeneral Bernhard Liechtenauer.
Mit Ablauf des 30. April 2015 trat Heinrichs nach 43 Dienstjahren in den Ruhestand.

### Einsätze
- Januar bis August 2007: Leiter der multinationalen Operationszentrale, ISAF, Afghanistan
- Februar bis August 2010: Stabsabteilungsleiter 4 und Stellvertreter des Chef des Stabes für den Bereich Unterstützung/Logistik, ISAF, Afghanistan

## Privates
Heinrichs ist römisch-katholisch, verheiratet und hat eine Tochter und einen Sohn.